# Misericoccus imperatae
Misericoccus imperatae är en insektsart som först beskrevs av Hall 1923.  Misericoccus imperatae ingår i släktet Misericoccus och familjen ullsköldlöss. Inga underarter finns listade i Catalogue of Life.